# 3583 Burdett
3583 Burdett è un asteroide della fascia principale. Scoperto nel 1929, presenta un'orbita caratterizzata da un semiasse maggiore pari a 2,4330699 UA e da un'eccentricità di 0,1763561, inclinata di 2,80275° rispetto all'eclittica.